# Emmanuel Agbadou
Emmanuel Elysee Djedje Agbadou Badobre (* 17. Juni 1997 in Abidjan) ist ein ivorischer Fußballspieler, der aktuell bei den Wolverhampton Wanderers in der Premier League spielt.

## Karriere

### Verein
Agbadou begann seine fußballerische Ausbildung bei der Académie Don Koff, ehe er in die Académie Alloka Sahoure wechselte. Bis 2017 spielte er anschließend bei Africa Sports National und wechselte dann zum FC San-Pédro. In der CAF Champions League 2018/19 kam er dort zu einem Einsatz und seinem Profidebüt in der ersten Runde gegen den DC Motema Pembe. Für die Saison 2019/20 wurde er an den tunesischen Erstligisten US Monastir verliehen. Ende November 2019 (9. Spieltag) schoss er dort bei einem 3:1-Sieg über die US Tataouine sein erstes Tor im Profibereich. In Tunesien war er Stammspieler, spielte 18 Mal, wobei er einmal traf und konnte seinem Team zum Pokalsieg 2020 verhelfen.
Im Sommer 2020 wechselte Agbadou nach Europa zum belgischen Erstligisten KAS Eupen. Bei einer 0:4-Niederlage am elften Spieltag gegen den KRC Genk wurde er das erste Mal in Europa eingesetzt und spielte direkt über 90 Minuten. Fünf Wochen später schoss er gegen den K Beerschot VA bei einem 1:0-Sieg das Siegtor und das erste Tor für seinen neuen Klub. Insgesamt lief er 2020/21 23 Mal auf, wobei er ein Tor schoss. Im August 2021 verlängerte er daraufhin seinen Vertrag bis Juni 2025. In der Saison 2021/22 bestritt er 33 Spiele, schoss fünf Tore und kam mit der Mannschaft, wie schon im vorherigen Jahr bis ins Pokalhalbfinale.
Nach jener Spielzeit wechselte er nach Frankreich in die Ligue 1 zu Stade Reims. Direkt am ersten Spieltag bestritt er bei einer 1:4-Niederlage gegen Olympique Marseille sein erstes Ligaspiel in einer der besten Ligen Europas. Im Januar 2025 wechselte er zu den Wolverhampton Wanderers und unterschrieb dort einen Vertrag bis 2029.

### Nationalmannschaft
Am 8. Oktober 2021 debütierte Agbadou in der ivorischen A-Nationalmannschaft, als er gegen Malawi kurz vor Spielende in der WM-Qualifikation eingewechselt wurde. Nach zwei weiteren Länderspielen wurde er jedoch seit einem Jahr nicht mehr berufen.

## Erfolge
US Monastir
- Tunesischer Pokalsieger: 2020